# 溴化镁
溴化镁，化学式MgBr2，是由溴和镁组成的白色或无色易潮解物质。通常在治疗神经紊乱中用作镇静剂或抗痉挛药物。 溴化镁溶于水，部分溶于乙醇。在水氯镁石或光卤石中存在少量。亦可在某些海水、湖水（如死海水）中找到。

## 制备
溴化镁可由氢溴酸和氢氧化镁反应后结晶得到。
Mg(OH)2 + 2 HBr → MgBr2 + 2H2O
也可用氢溴酸和碳酸镁反应后蒸干，收集其固体得到。
另一种制备方法是将金属镁加入液氨和溴化钠的溶液中制备。蒸发溶剂液氨，收集沉淀物即为溴化镁。

## 用途
溴化镁可以用作多种反应的催化剂，如可加入溶剂或用于制备格氏试剂。作溶剂可制在药学中应用广泛的二氢嘧啶。二氢嘧啶在医药中可用于阻止钙通过通道，也可作为HIVgp-120-CD4抑制剂。
溴化镁也可作为安定剂。 溴化镁与二氯甲烷一起作催化剂可使烯烃氢化过程中产生特殊的对称性和手性。
溴化镁与其他官能团结合时可发挥更大的催化作用。与乙基相连可用于三酸甘油酯的区域性分析。
六水合溴化镁可作为阻燃剂。用0.125 mol/L 的六水合溴化镁加入至棉花中可起到阻燃的作用。
溴化镁被用于合成第一种稳定的含镁类硅烯（即通式为 R2SiMX 的物质，其中M为金属原子， R为烃基）。传统上类硅烯中的金属原子只可用锂、钠、钾。